# DB-Baureihe 403 (1973)
Die Baureihe 403 war ein Triebzug der Deutschen Bundesbahn, der in nur drei Exemplaren gebaut wurde. Als erster deutscher Hochgeschwindigkeitszug in Triebzug-Bauform ist er ein früher Vorläufer des Intercity-Express und galt in den 1970er Jahren als Paradezug der Deutschen Bundesbahn.
Jede Einheit bestand aus zwei angetriebenen Endwagen und zwei angetriebenen Zwischenwagen. Die Zwischenwagen wurden dabei als Baureihe 404 bezeichnet. Einer der beiden war ein Großraumwagen (Baureihe 404.0), der andere war als Halbspeisewagen mit 24 Sitzplätzen ausgeführt (Baureihe 404.1).
Wegen der charakteristischen Frontgestaltung bekam der Zug die Spitznamen Donald Duck und Weißer Hai.

## Geschichte

### Betriebseinsatz

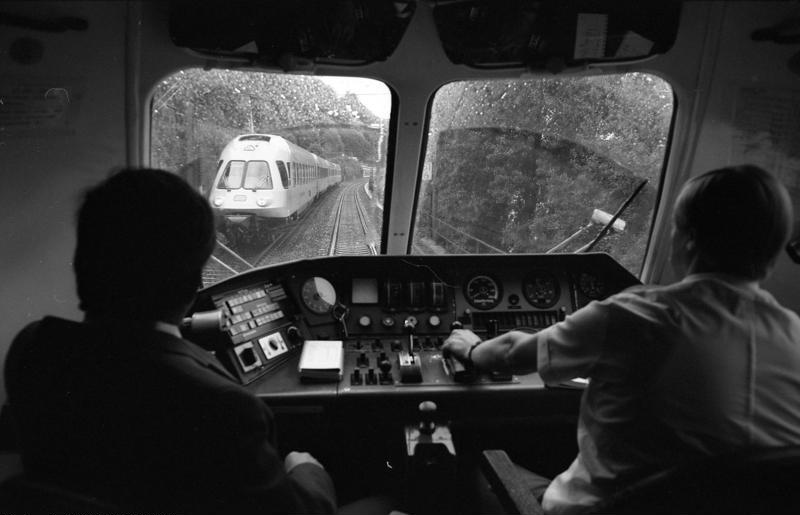
Führerstand bei Begegnung zweier Züge (Juni 1988)

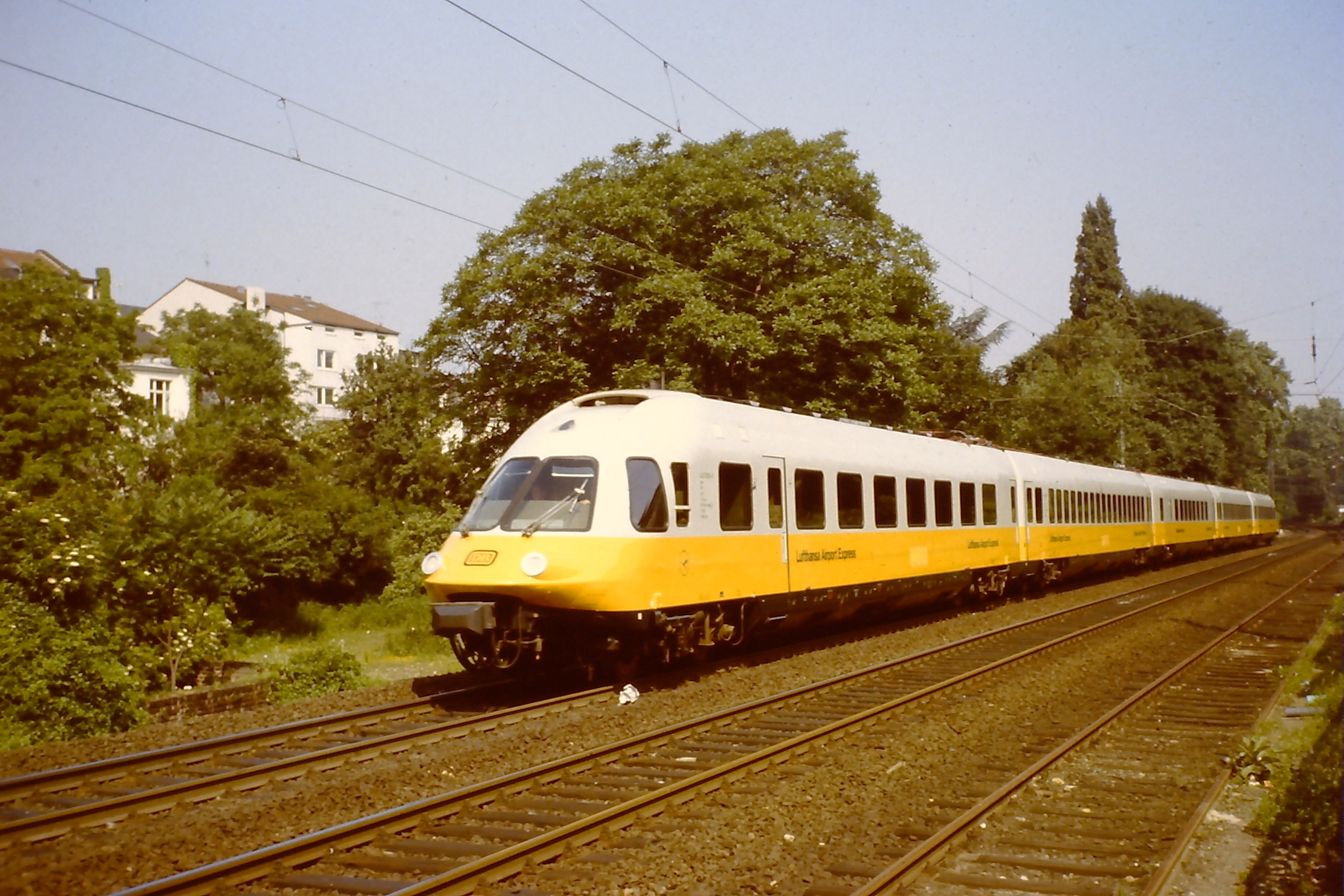
Als Airport-Express, 1983

Der Auftrag zum Bau der drei Triebzüge wurde im Mai 1970 erteilt.
Im März 1973 wurde der erste Triebzug der Deutschen Bundesbahn übergeben. Der fahrplanmäßige Einsatz begann mit dem Winterfahrplan 1974/1975. Der Betriebseinsatz im damals noch rein erstklassigen InterCity-Dienst dauerte nur bis zum Winterfahrplan 1978/1979. In den vier Jahren des Planbetriebs bediente der Zug überwiegend seine Stammstrecke zwischen München und Bremen.
Der unflexible und kostspielige Betrieb eines nur vierteiligen Zuges, der Mangel an geeigneten Strecken, der personalaufwändige Halbspeisewagen sowie die Einführung der zweiten Wagenklasse im Intercity 1979 machten die Triebzüge überflüssig. In der Folge wurden die Züge vorübergehend nur für Mess- und Sonderfahrten eingesetzt.

### Lufthansa-Airport-Express
Auf Bestreben des Verkehrsministeriums kamen die Triebzüge ab dem 28. März 1982 im Auftrag und in Lackierung der deutschen Fluggesellschaft Lufthansa als Lufthansa-Airport-Express zum Einsatz. Dafür wurden die Züge ab Herbst 1981 bei LHB in Salzgitter umgebaut. In jedem Wagen wurde Platz für eine Bordküche geschaffen, Sitze und Teppiche wurden in dem damaligen Standard und Farben der Flugzeuge erneuert. Der Außenanstrich erfolgte in den Farben der Lufthansa.
Zwischen den Flughäfen Düsseldorf und Frankfurt am Main verkehrten die Züge, teilweise als fünfteilige Züge oder mit zwei gekoppelten Einheiten, als direkter und (für die Lufthansa) kostengünstiger Flugzeug-Ersatz. Die Züge durften nur mit Flugtickets benutzt werden und waren betrieblich als TEE eingestuft.
Die dabei befahrene linke Rheinstrecke bot den Reisenden den Genuss einer der schönsten deutschen Bahnstrecken. Der Lufthansa-Airport-Express wurde bis in die 1990er-Jahre dazu genutzt, kurze Inlandsflüge zu vermeiden.

## Konstruktive Merkmale

### Technik
Jeder Wagen des Triebzuges ist separat angetrieben und führt die notwendige Antriebstechnik unter dem Fußboden der Wagen mit. Erst mit dem ICE 3, der wieder die Baureihennummer 403 erhielt, kehrte die Deutsche Bahn im Fernverkehr zu einer vergleichbaren Konzeption zurück.
Hersteller waren LHB für die Endwagen, MBB für die Zwischenwagen, MAN für die Drehgestelle und AEG, BBC und Siemens für die Elektrik.
Zu den Innovationen des Triebzuges zählte die gleisbogenabhängige Neigetechnik, die es erlaubte, auf kurvenreichen Strecken um 30 Prozent höhere Geschwindigkeiten zu fahren als herkömmliche Züge. Für seine zulässige Höchstgeschwindigkeit von 200 km/h benötigte aber auch er gut ausgebaute Trassen wie die Bahnstrecke München–Augsburg. Dort absolvierte er zahlreiche Versuchsfahrten für das Bundesbahn-Zentralamt München, wobei eine dokumentierte Höchstgeschwindigkeit von 225 km/h erreicht wurde.
Die Wagenkästen konnten in Kurven um bis zu vier Grad geneigt werden, aufgrund der fest am Dach montierten Stromabnehmer war jedoch nur eine Neigung von maximal zwei Grad praktikabel. Da zudem die Wankachse sehr niedrig lag, kam es zu Beschwerden von Fahrgästen, die bei Kurvenfahrten über Übelkeit klagten. Daraufhin wurde die Neigetechnik im Regelbetrieb vollständig deaktiviert. Die für die Neigetechnik installierte Luftfederung diente fortan nur noch dem Reisekomfort.
Zahlreiche Baugruppen des Triebzuges entstammten der Großserie der für den S-Bahn-Verkehr konzipierten Baureihe 420. Der selbsttragende Wagenkasten sowie die Außenhaut waren aus Aluminium gefertigt. Korrosionsschäden und Materialermüdung aufgrund zu schwach dimensionierter tragender Teile führten zu einer frühen Außerdienststellung der Baureihe.
Die Wagenkästen hatten wegen der Neigetechnik schräge Seitenwände. Die Fensterscheiben waren goldbedampft, um die Sonneneinstrahlung in die Wagen zu reduzieren. Die Türen waren als Schwenkschiebetüren ausgeführt und hatten einen Klapptritt, der bei niedrigen Bahnsteigen ausgefahren wurde.
Die Stromabnehmer befanden sich auf den Endwagen, je einer der Endwagen war für die Montage eines zweiten Stromabnehmers nach Schweizer Norm vorbereitet, zeitweise war auch ein solcher montiert.
Im InterCity-Einsatz fuhr der Triebzug stets als vierteilige Garnitur mit zwei Mittelwagen, im späteren Einsatz als Lufthansa Airport Express (LHA) wurden aber auch drei- oder fünfteilige Züge mit einem oder drei Mittelwagen eingesetzt. Die Konstruktion erlaubte zudem das Kuppeln und Fahren von bis zu drei kompletten Garnituren, in der Praxis wurden aber nur beim Lufthansa-Airport-Express bis zu zwei Garnituren gekuppelt.

### Zugreihung und Sitzplatzkapazitäten

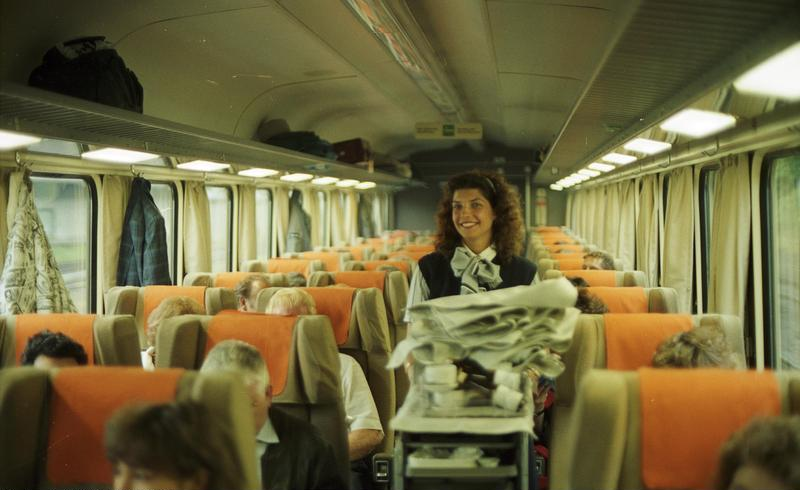
Großraumwagen (LHA)

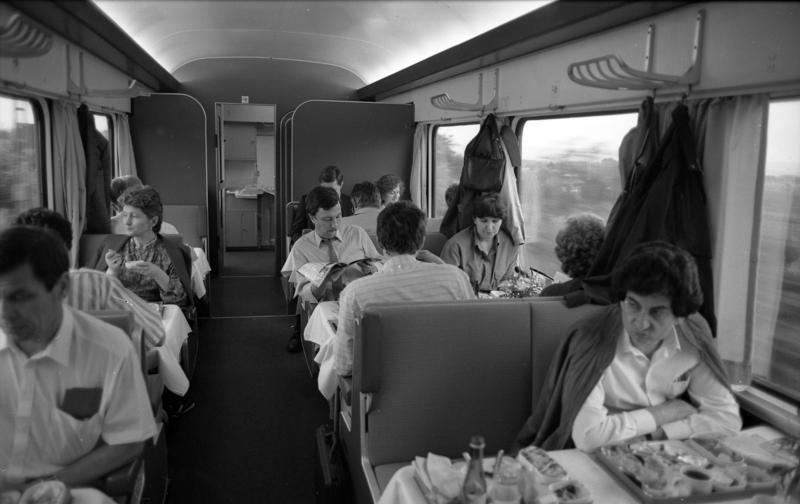
Halbspeisewagen (LHA)

Bei seiner Indienststellung bot der Zug bei regulärer Konfiguration mit vier Wagen insgesamt 183 Sitzplätze, davon 24 im Restaurantbereich des Halbspeisewagens der Baureihe 404.1. Die 18 Sitzplätze im Großraumabteil des Speisewagens konnten mit Stecktischen auch für das Restaurant verwendet werden, sie waren darum nicht reservierbar. Wie bereits bei der Baureihe 601 wurden, wie vor 1979 im InterCity-Verkehr üblich, ausschließlich Plätze der ersten Wagenklasse angeboten. Analog zu den Rheingold-Großraumwagen hatte auch der Mittelwagen der Baureihe 404.0 deren charakteristische schmale Fenster, wobei jeder Sitzreihe ein eigenes Fenster zur Verfügung stand. Ebenso war die Bestuhlung in die jeweilige Fahrtrichtung drehbar.
Die Lufthansa baute später in jeden der vier Wagen eine Galley ein, wodurch sich das Platzangebot bei der vierteiligen Standardkomposition auf 151 Sitzplätze reduzierte. Davon befanden sich 36 Sitzplätze im ehemaligen Halbspeisewagen der Baureihe 404.1, welcher fortan komplett als Barbereich ausgewiesen wurde. Die dadurch überflüssige Küche wurde in ein Gepäckabteil umgewandelt.
| Baureihe   | Baureihe       | 403.0                            | 404.0         | 404.1                      | 403.0                            |
| Gattung    | Gattung        | Avm                              | Apm           | ARpm                       | Avm                              |
| Art        | Art            | Abteile                          | Großraum      | Großraum + Restaurant      | Abteile                          |
| Sitzplätze | DB: 183        | 45 (1×4 + 1×5 + 6×6)             | 51            | 18 + 24                    | 45 (1×4 + 1×5 + 6×6)             |
| Sitzplätze | LH (1982): 171 | 39 (1×4 + 1×5 + 5×6 + Gepäck)    | 51            | 42 (Bar + Gepäck)          | 39 (1×4 + 1×5 + 5×6 + Gepäck)    |
| Sitzplätze | LH (1988): 151 | 35 (Galley + 1×5 + 5×6 + Gepäck) | 45 (+ Galley) | 36 (Galley + Bar + Gepäck) | 35 (Galley + 1×5 + 5×6 + Gepäck) |

## Lackierung
Um den besonderen Status der Züge hervorzuheben, kreierte die Deutsche Bundesbahn für die Baureihe 403 eine auffällige Lackierung, die sich deutlich von den damals üblichen Anstrichen abhob. Die grundsätzliche Farbaufteilung, das heißt ein dunkles Fensterband kombiniert mit einem deutlichen helleren Bereich darunter, orientierte sich hierbei am damals aktuellen Pop-Farbkonzept. Zu InterCity-Zeiten war die Grundfarbe des Wagenkastens somit wie bei den Pop-Wagen Kieselgrau (RAL 7032), das Fensterband jedoch RAL 8022 Schwarzbraun, aufgehellt durch RAL 2002 Blutorange im Verhältnis 50:1. Die beiden Zierstreifen ober- und unterhalb der Fenster waren in RAL 2002 Blutorange und RAL 2004 Reinorange, gemischt im Verhältnis 1:1, angebracht.
Als Lufthansa Airport Express entsprach die Farbgebung den Hausfarben des Unternehmens. Hierbei war die Bodengruppe in RAL 8019 Graubraun und der Wagenkasten in RAL 7032 Kieselgrau lackiert. Die Bauchbinde wurde in RAL 1028 Melonengelb ausgeführt. Die Klebebuchstaben des Schriftzuges und des Kranichs waren in RAL 5022 Nachtblau gehalten.

## Ausmusterung und Verbleib

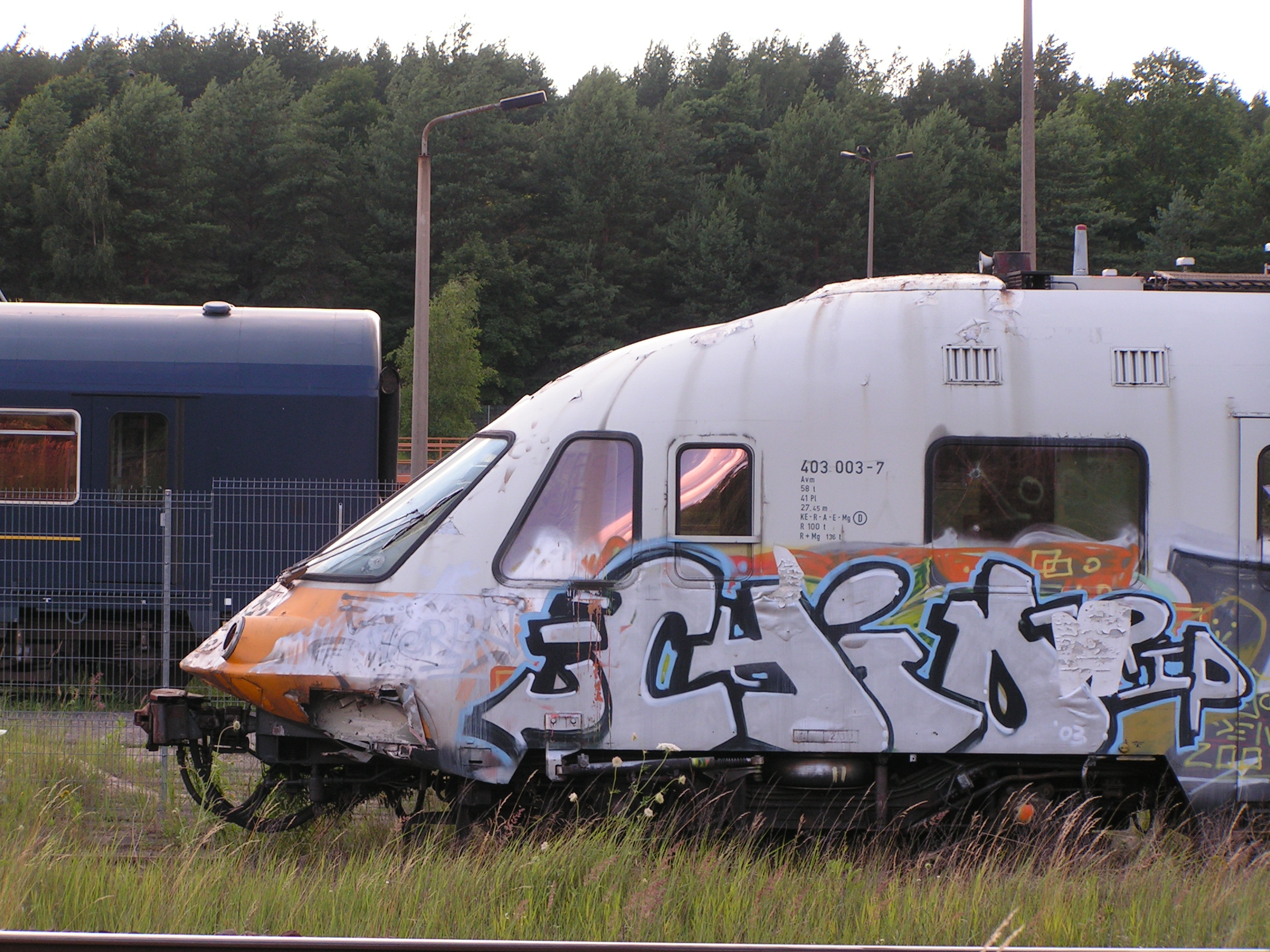
Triebwagen 403 003-7 in Neustrelitz (Juli 2007)

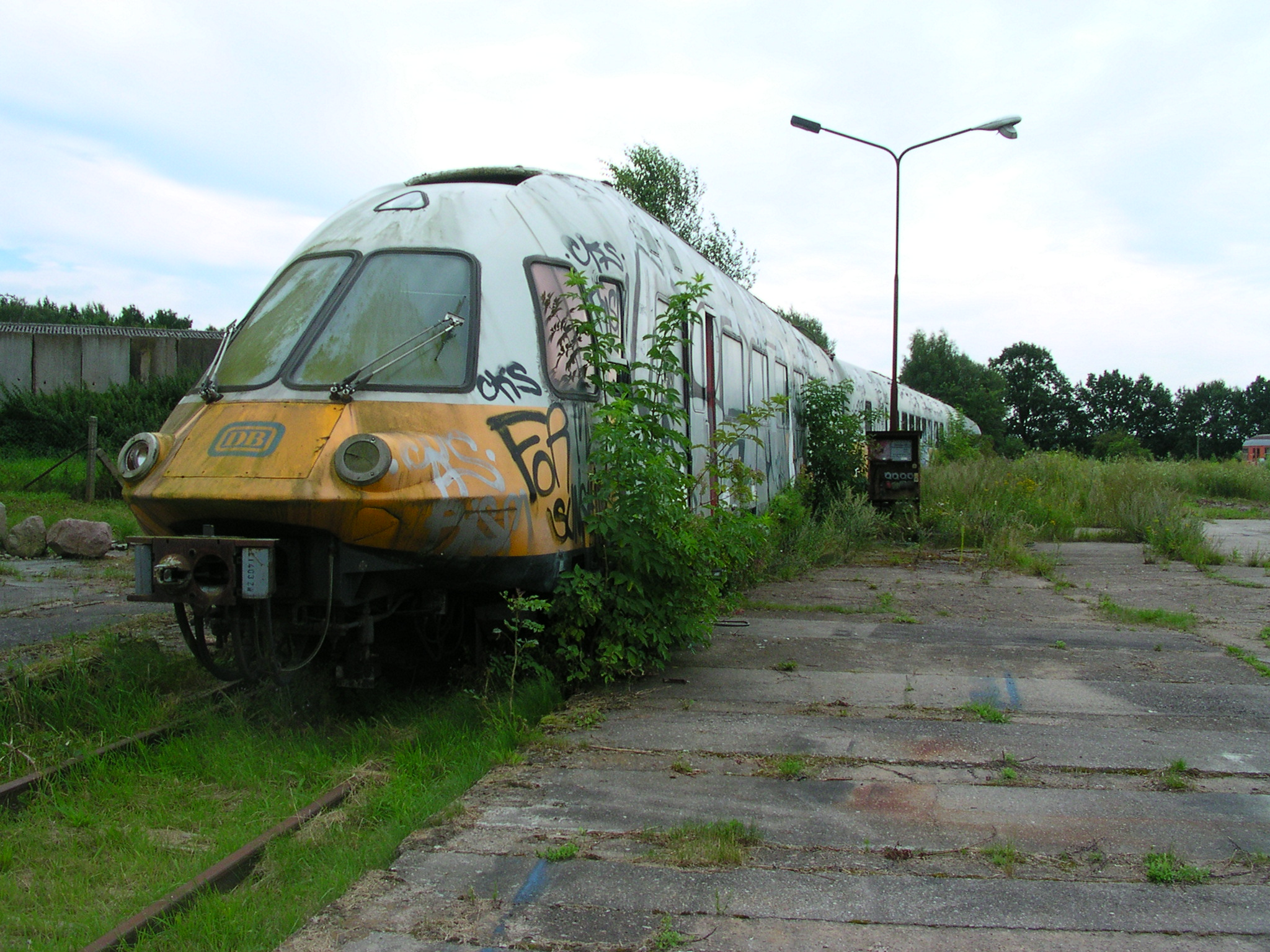
Triebwagen 403 001-1 in Putlitz (August 2007)

Ein überraschendes Ende erfolgte, als 1993 erhebliche Korrosionsschäden an der Aluminium-Struktur der Fahrzeuge entdeckt wurden. Für deren Behebung wollten weder die Deutsche Bundesbahn noch die Lufthansa aufkommen. Nach der unverzüglichen Ausmusterung wurden die Züge in Nürnberg abgestellt und verfielen zusehends.
Im Jahr 2001 wurden die Fahrzeuge von der Prignitzer Eisenbahn GmbH (PEG) erworben und nach Berlin-Spandau geschleppt. Im Anschluss gelangte die Einheit 403 001/403 002 nach Putlitz, während die beiden anderen Einheiten in Meyenburg abgestellt wurden. Die 3 Einheiten sollten als Verstärkerzüge auf der Strecke Cottbus – Königs Wusterhausen – Flughafen Schönefeld – Potsdam die Linien RE2 und RB22 entlasten, sowie eine Direktverbindung von Cottbus nach Potsdam gewährleisten, jedoch erteilte der Verkehrsverbund Berlin-Brandenburg dieser Verbindung eine Absage.
Nach Auflösung der PEG-Anlagen in Putlitz und Meyenburg waren die abgestellten Fahrzeuge dem Vandalismus ausgesetzt. Der Museumsverein der Prignitzer Eisenbahn wollte ein Exemplar wieder in den Ursprungszustand versetzen, indem er die zwei anderen Züge als Ersatzteilspender nutzen wollte.
Nachdem dieses Projekt gescheitert war, erwarb Ende 2010 eine Privatperson alle drei Einheiten und überließ sie dem Verein Eschenauer Kulturlokschuppen „Seku“ e. V. Im Juni 2011 wurden die drei Fahrzeuge zum VIS Halberstadt überführt, wo eine Begutachtung und eventuell eine Aufarbeitung von zwei Einheiten erfolgen sollte.

### Geplanter Wiedereinsatz
Im Mai 2013 wurde bekanntgegeben, dass Verhandlungen mit der National Express Rail GmbH (Tochterunternehmen der Mobico Group sowie der IntEgro Verkehr GmbH) über eine 15-jährige Anmietung ab dem Jahr 2015 geführt wurden. Hierbei sollte zunächst ein Vier-Wagen-Zug angemietet werden, bei Bedarf sollte eine Verstärkung des Zuges durch weitere Wagen geprüft werden. Um einen Einsatz als Werbeträger möglich zu machen, sollte bis dahin eine Untersuchung gemäß § 32 EBO einschließlich Neulack erfolgen. Neben der Beseitigung der Vandalismusschäden sollten die Galleys des Lufthansa-Airport-Expresses entfernt, der Großraum mit mehr Sitzplätzen bestuhlt und digitaler Zugfunk eingebaut werden. Zudem sollte eine Umrüstung auf PZB 90 erfolgen. Gutachten erwarteten Kosten von rund einer Million Euro je aufgearbeitetem Wagen.
Im Januar 2015 war die Aufarbeitung eines Triebzugs fortgeschritten, die ersten Einzelwagen wurden im Wagenkasten und äußerlich aufgearbeitet und in einem Design lackiert, das sich an den originalen InterCity-Farben orientiert, aber auch Elemente des neuen Betreibers National Express enthält. Auch die Fahrmotoren waren fertig. Ziel war eine betriebsfähige Wiederherstellung wenigstens eines Triebzugs. Innenarbeiten und komplette Neuverkabelung wurden jedoch nicht durchgeführt.
Die Züge sollten möglicherweise an Wochenenden und in Schwachlastzeiten als reguläre Fahrzeuge auf dem Rhein-Münsterland-Express (RE 7) im SPNV in Nordrhein-Westfalen eingesetzt werden, den National Express seit Dezember 2015 betreibt. Durch Anmietung eines Ersatzzuges wurde der Triebzug von National Express nicht mehr benötigt.
National Express hat sich aus dem Projekt zurückgezogen. Richter und seine Firma TRI Train Rental planten eine Fortsetzung der Aufarbeitung, eine Fertigstellung der vierteiligen ET-403-Garnitur war für das Jahr 2020 angestrebt. Aufgrund erwarteter Probleme bei der Zulassung erforderlicher neuer Komponenten und der späteren Instandhaltung wurde das Projekt zugunsten anderer Fahrzeuge zurückgestellt.
Die vier schon weitgehend erneuerten End- und Mittelwagen (403 001 + 404 001 + 404 003 + 403 002) stehen konserviert in Neustrelitz, die übrigen vier verbliebenen Wagen wurden im Januar 2022 in der Nähe von Dresden abgestellt. Der schon zuvor beschädigte 403 003 sowie die drei Speise/Bar-Wagen 404 101, 102 und 103 wurden inzwischen zerlegt.